# Enceladus
Az Enceladus (görögül: Εγκέλαδος, Enkeladosz) a Szaturnusz bolygó hatodik legnagyobb holdja (a Szaturnusz legkülső, „E” gyűrűjében), amelyet William Herschel fedezett fel 1789-ben.
A hold mindössze 500 kilométer átmérőjű, és csaknem 100%-ban visszaveri a rávetődő napfényt. Régóta ismert, hogy felületét vízjég borítja, de ezen kívül nagyon keveset lehetett tudni róla, mielőtt az 1980-as évek elején elhaladt mellette a két Voyager űrszonda.
A Voyager–2 derítette ki, hogy a holdon kis mérete ellenére még viszonylag rövid idővel ezelőtt is aktív felszínképző erők működtek: a kráterekkel sűrűn lyuggatott öreg felszínen kívül olyan tektonikusan kiformálódott területek is találhatók, amelyek 100 millió évnél nem régebben belül keletkeztek.
A 2004-ben Szaturnusz körüli pályára állt Cassini–Huygens űrszonda további kérdésekre adott választ, illetve újabbakat vetett fel. 2005-ben többször is az Enceladus közelében repült el. Többek közt felszálló vízpárát azonosított a hold déli-sarki régiójában. Ez a felfedezés, valamint az, hogy felszálló hőt is sikerült detektálni, és hogy a déli-sarki régióban nagyon kevés a becsapódási kráter, mind arra utal, hogy az Enceladus geológiailag ma is aktív.
Az Enceladus egyike annak a külső Naprendszerbeli három égitestnek (a Jupiter Io és a Neptunusz Triton holdjai mellett), amelyeken aktív kitörési tevékenységet figyeltek meg.
Az Enceladus gázkitöréseinek elemzése azt mutatta, hogy a felszín alatti folyékony víztömegből eredhetnek. A pára egyedi összetétele alapján a hold ígéretes terepévé vált az űrbiológiai vizsgálatoknak. A Cassini űrszonda tömegspektrometriai mérései azt mutatják, hogy a kilövellő pára olyan összetett szerves molekulákat is tartalmaz, melyek molekulatömege 200 g/mólnál nagyobb. A Southwest Research Institute tudósai szerint hidrotermális folyamatok képesek lehetnek szerves anyagot előállítani nem-szerves alapanyagokból, az ilyen folyamatot a hőtermelés is elősegíti. A párakilövellésből arra is következtettek, hogy az Enceladust elhagyó anyag lehet a Szaturnusz diffúz E gyűrűjének forrása.

## Neve
A hold a görög mitológiai Enkeladosz titánról kapta nevét. Más ismert nevei: Saturnus II, vagy S II Enceladus. Nevét – mint az utána felfedezett hét Szaturnusz-hold is – William Herschel fiától, John Herscheltől kapta, 1847-ben írott művében (A Jóreménység foknál végzett asztronómia megfigyelések eredményei). Azért választotta ezt a nevet, mert Szaturnusz, akit a görög mitológiában Kronosz néven ismertek, a titánok vezetője volt.

## Kutatása

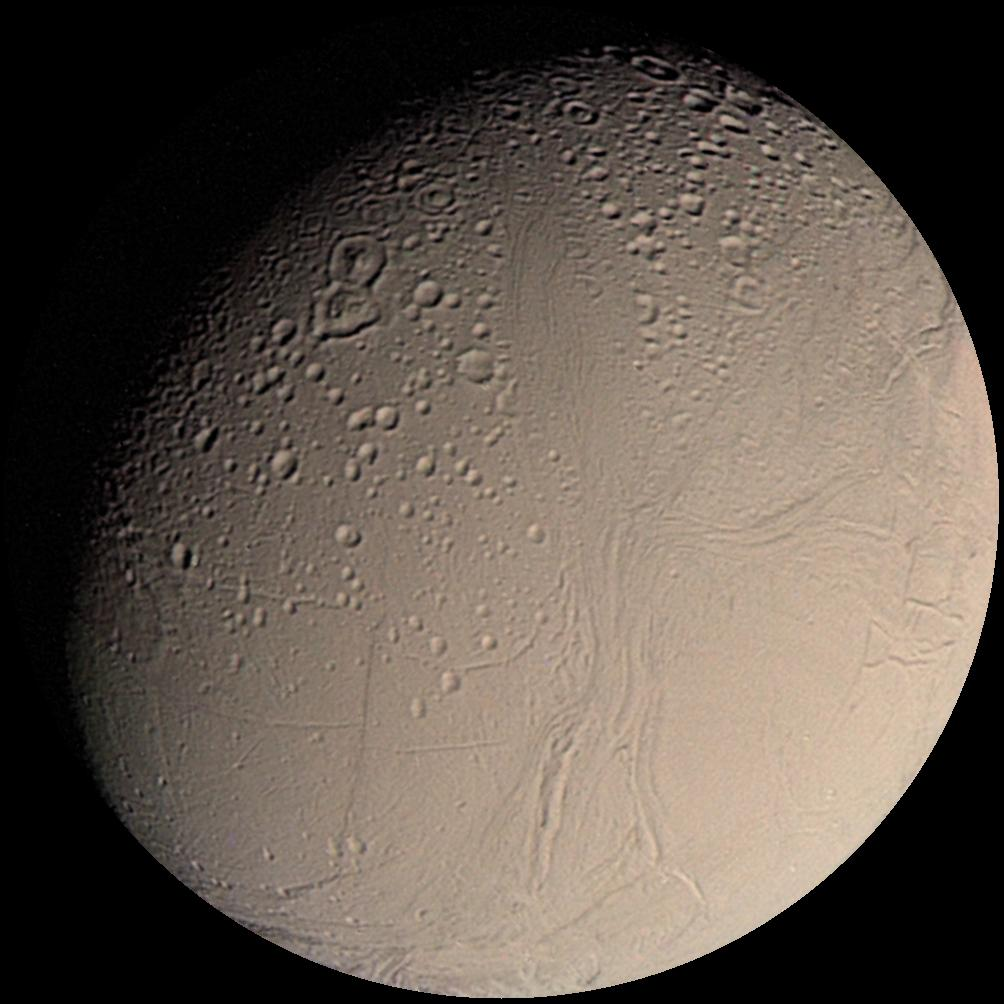
Az Enceladus, ahogy a Voyager 2-ről látszott, 1981. augusztus 26-án

Az Enceladust Frederick William Herschel fedezte fel 1789. augusztus 28-án, amikor először használta új 1,2 méteres átmérőjű teleszkópját, amely akkor a legnagyobb volt a világon. Herschel már korábban is, 1787-ben is megfigyelte az Enceladus helyét, de kisebb, 16,5 centiméteres teleszkópjával még nem észlelte a holdat. Alacsony megfigyelési fényessége (+11,7m) és a sokkal fényesebb Szaturnuszhoz és gyűrűihez való közelsége miatt az Enceladust a Földről nehéz megfigyelni. Legalább 15-30 centiméteres távcső kell hozzá és még akkor is sok függ az atmoszféraviszonyoktól és helyi fényszennyezettségtől.
A Voyager-programig az Enceladusról alig sikerült többet megtudni, mint amit már Herschel látott: kis pötty maradt, bár pályajellemzői, tömegének, sűrűségének és albedójának becsült adatai ismertté váltak.
Az első közelképek a két Voyager űrszondától származtak. Először a Voyager–1 készített képeket, amikor 1980. november 12-én 202 000 kilométerre repült el az Enceladustól.
Az Enceladusra nem szállt le űrszonda.

## Sajátosságai

### Pályája
Az Enceladus egyike a Szaturnusz fontosabb belső holdjainak. Ez a tizennegyedik hold a Szaturnusztól számítva. A bolygó legkülső gyűrűjének ("E" gyűrű) legsűrűbb részén kering. Ez a gyűrű nagyon széles és kiterjedt a Mimas pályájától egészen a Rhea pályáig húzódik.
Az Enceladus 238 000 km távolságra kering a bolygó középpontjától és 180 000 km-re a Szaturnusz felső felhőrétegeitől a Mimas és a Tethys hold között. 32,8 óra szükséges a bolygó megkerüléséhez, ezáltal egy éjszaka alatt megfigyelhető a mozgása. A hold és a Dione pályamenti rezonanciájának (két hold egymásra kifejtett gravitációs hatása) aránya 2:1, ez által az Enceladus kétszer gyorsabban kerüli meg a Szaturnuszt, mint a Dione. Ez befolyásolja a hold pályájának lapultságát (0,0047), és elősegíti a geológiai aktivitását.
A Szaturnusz legtöbb nagy holdjához hasonlóan az Enceladus keringése is szinkronban van a bolygó körüli pályájával, így mindig ugyanazon felét mutatja a Szaturnusz felé; a Föld holdjával ellentétben azonban librációja nem haladja meg az 1,5°-ot.

### Interakciója az E gyűrűvel

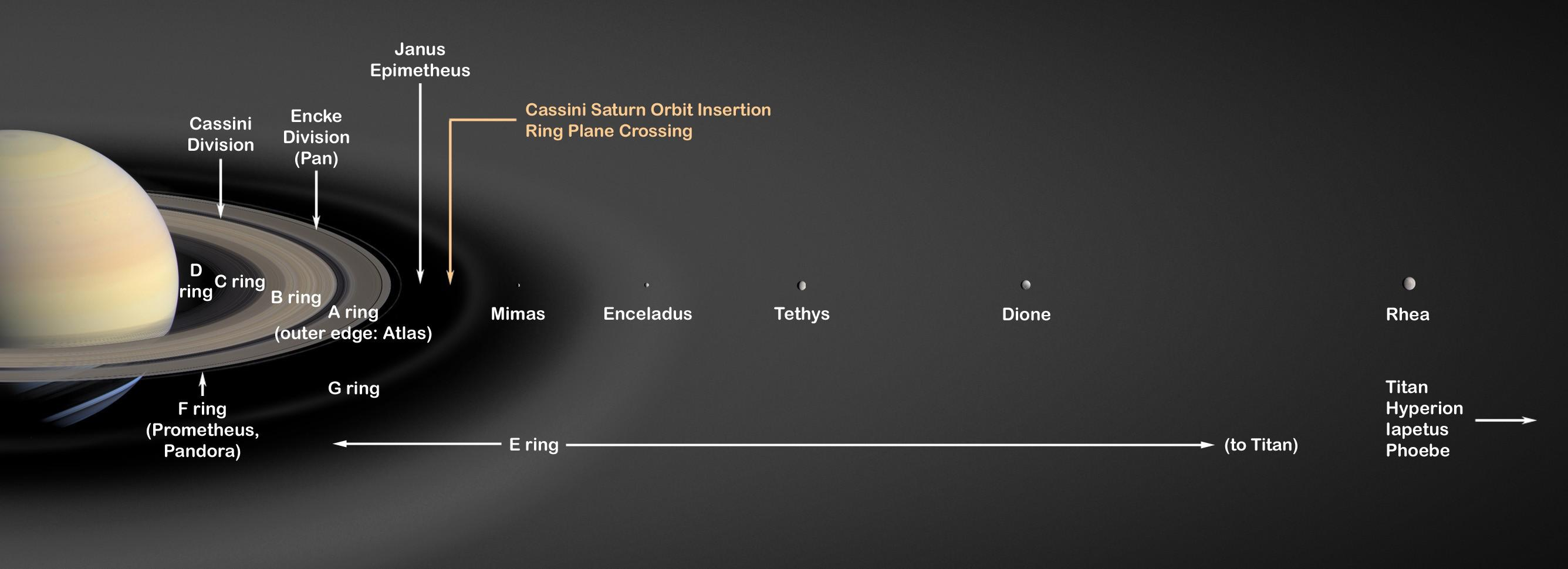
Az E gyűrű és az Enceladus kapcsolata oldalról nézve

Az E gyűrű a legszélesebb és legkülső gyűrűje a Szaturnusznak, amely mikroszkopikus jég- és porszemcsékből áll. A Mimas pályájától egészen a Rhea pályájáig tart, de egyes feltételezések szerint a Titán pályáján is túlnyúlik, ezáltal közel 1 millió km széles. Számos matematikai modell szerint egy ilyen gyűrű instabil lenne, 10 ezer és 1 millió év közötti élettartammal, ezért az folyamatosan kiegészítésre szorul. Az Enceladus a legkeskenyebb és legsűrűbb részen kering és bizonyos teóriák szerint ez a hold a fő utánpótlása a gyűrű részecskéinek. A Cassini–Huygens űrszonda ezt igazolta is.
Két különböző mechanizmus "táplálja" a gyűrűt. Az egyik a hold felszínén található "jégvulkánok" által kilövellt törmelék egy része (az Enceladuson a szökési sebesség csak 866 km/h), a másik pedig a meteorok becsapódása által űrbe lökött anyag. Az utóbbi folyamat nem egyedi jelenség, minden holdra érvényes, amely az E gyűrűben kering.

## Mérete és alakja

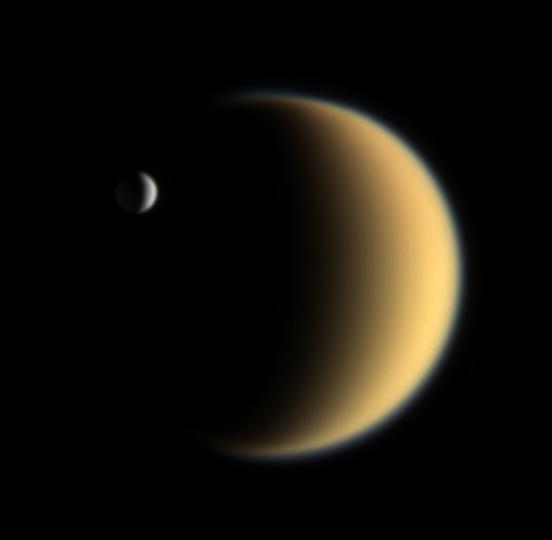
Az Enceladus (fent balra) áthalad a Titán előtt. (2006. február 5.)

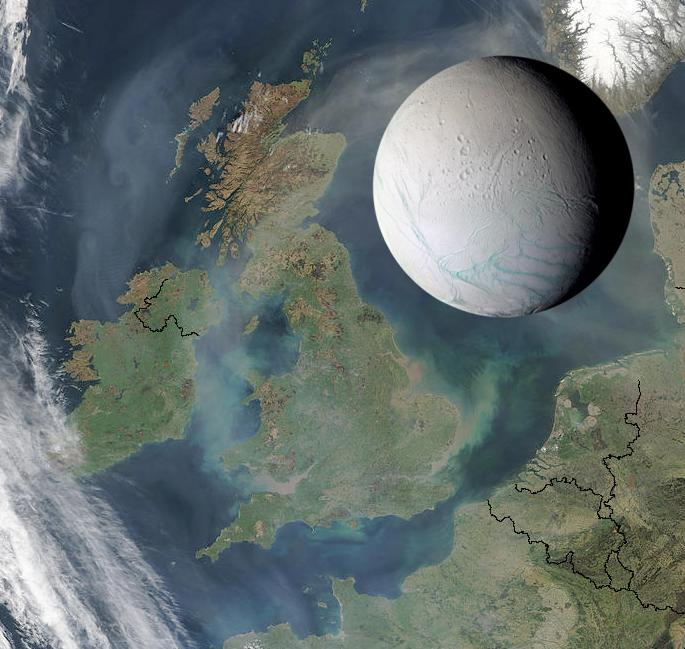
Az Enceladus és az Egyesült Királyság méreteinek összehasonlítása

Az Enceladus egy aránylag kicsi hold, 505 kilométeres átmérőjével a Föld Holdjának 1/7 része. Elférne az Egyesült Királyság területén, ha viszont  a felszíni területét nézzük, akkor valamivel nagyobb, mint Törökország (kb. 800 000 km²).
Tömegét és átmérőjét tekintve a Szaturnusz hatodik legnagyobb holdja, a Titán (5150 km), a Rhea (1530 km), a Iapetus (1440 km), a Dione (1120 km) és Tethys (1050 km) után. Az egyik legkisebb gömb alakú hold, mivel a kisebbek (kivéve a Mimas (390 km)) mind szabálytalan alakúak. Alakja leginkább egy lapított ellipszoidra hasonlít.

## Felszíne
A Voyager–2 űrszonda volt az első űreszköz, amely megvizsgálta a holdat 1981 augusztusában. A képek alapján megállapították, hogy a felszín legalább ötféle típusra bontható. A kráteres területek mellett találhatóak sima (fiatal) területek, valamint a hegyvonulatok közötti átjárók is gyakran sima felületűek. A kráterek hiánya egyes területeken azt mutatja, hogy ezek a részek nem idősebbek pár száz millió évnél. Valószínűleg az aktív "jégvulkánok" újítják meg állandóan a felszínt. A friss és tiszta jég miatt a hold albedója (mennyi fényt ver vissza) a legmagasabb (99%) a Naprendszerben. Mivel a napsugarakat szinte teljesen visszaveri, a felszíni hőmérséklete −198 °C körül mozog. Ez valamivel hidegebb, mint a Szaturnusz többi holdja.
A Cassini–Huygens űrszonda 2005-ben megvizsgálta alaposabban a holdat és számos új dolgot fedezett fel. Például az aránylag krátermentes területeken is talált kisebb kiemelkedéseket és lejtőket, valamint a kráteres részeken található törésekből megállapította, hogy a hold jelentős változáson ment át azok becsapódása óta.

### Becsapódási kráterek

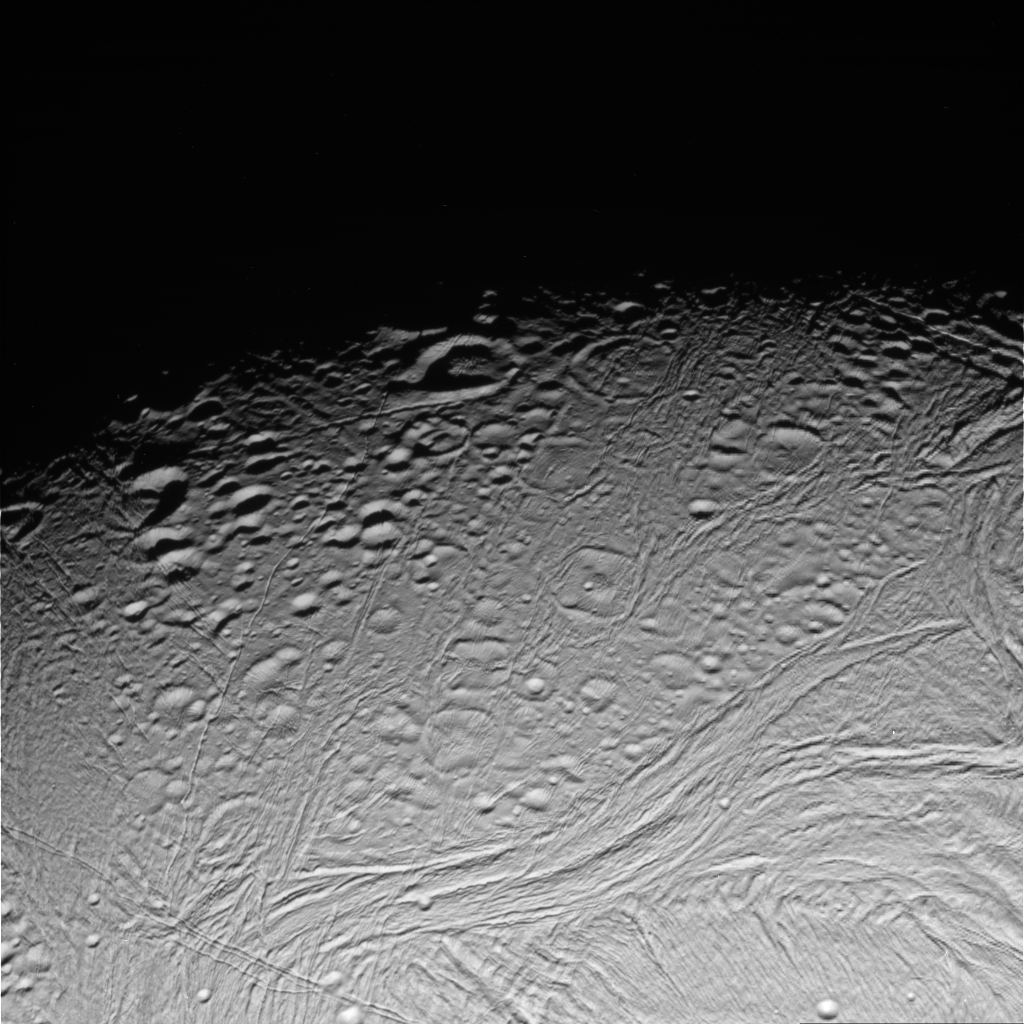
Deformált kráterek az Enceladuson. A kép alsó negyedében, balról jobbra tartó törés a Hamah Sulci. Felette látható a ct_{2} és a cp felszínek kráterei

A becsapódási kráter mint jelenség gyakori a Naprendszer égitestein. Az Enceladus felszínének nagy részét ilyen kráterek borítják eltérő gyakorisággal és legkülönbözőbb formákban. A Voyager-2 űrszonda a kráterrel borított felszíneket három osztályba sorolta a kráterek gyakorisága alapján, a ct1 és a ct2 felszíneket számos 10–20 km átmérőjű kráter borítja, amíg a cp felszín kevesebb krátert tartalmaz. Ez az osztályozás jól szemlélteti azt, hogy a hold felszíne több lépésben újra "kisimul".
A Cassini–Huygens űrszonda közelebbről is megvizsgálta a ct2 és a cp felszíneket. E vizsgálatokból kiderült, hogy a legtöbb kráter erősen torzult a lágyulás és a felszínen keletkező törések miatt. A kráterek főleg a lágyulás miatt változtak sokat, amely leginkább a jég hőmérsékletétől függ. Ezekre a kráterekre jellemző a domború fenék, ilyen például a Dunyazad. A másik módosító tényező a tektonikus repedés. Összességében a kráteres területek a legidősebbek.

### Tektonikája

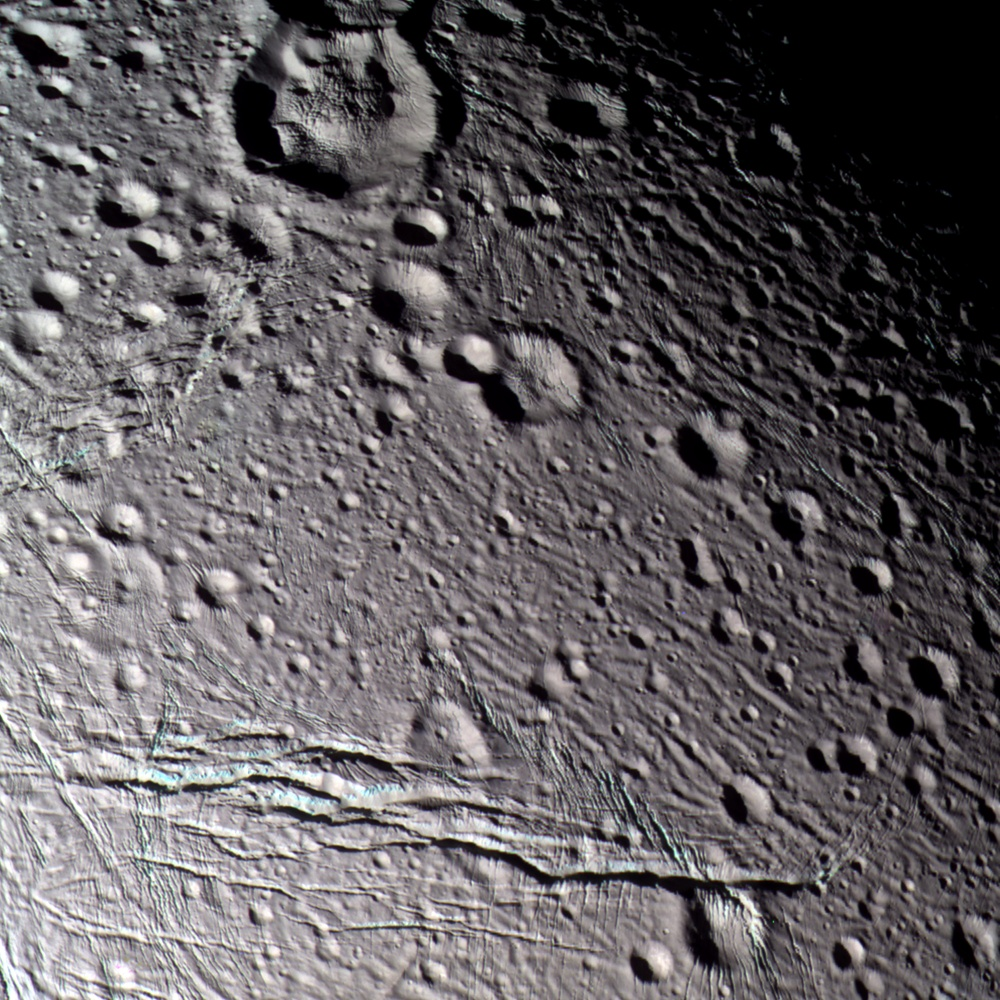
Hamisszínes kép a az Enceladus felszínéről

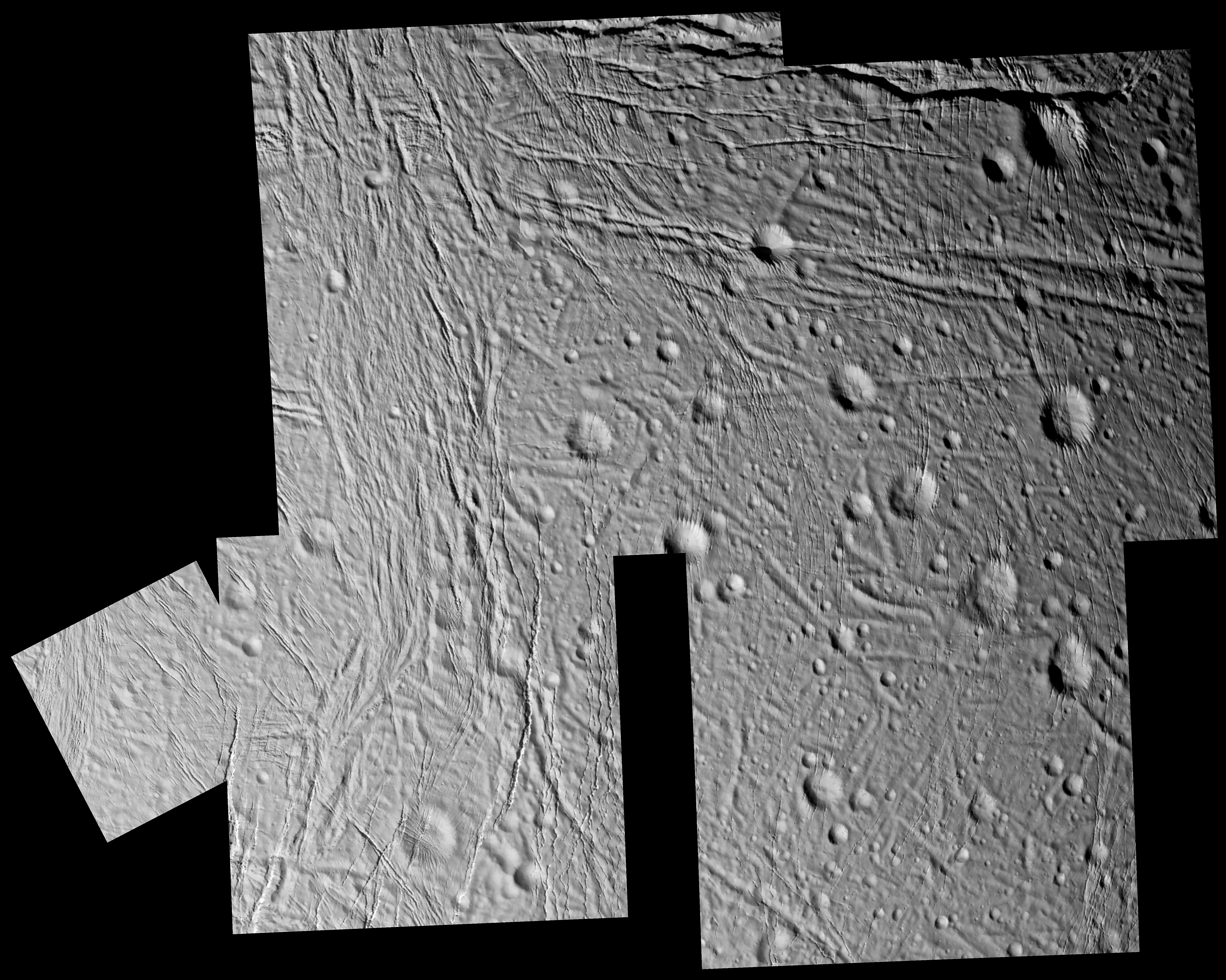
Mozaik a felszínről, ami jól szemlélteti a különböző tektonikus képződményeket

A Voyager–2 számos földtani képződményt fedezett fel az Enceladuson, többek között völgyeket, lejtőket, árkok és hegyvonulatok csoportjait. A Cassini–Huygens megállapította, hogy a felszínt leginkább a tektonikus mozgások alakítják. Egyik legszélsőségesebb fajtája eme képződményeknek a hasadékok. Némelyik 200 km hosszú, 5–10 km széles és 1 km mély. A fiatalabb képződmények éles körvonalaikkal kirínak a környezetükből.
A másik példa a kőzetlemezek mozgására az árkokkal borított területek, amelyek hegyek és völgyek csoportjaiból állnak és általában a síkságokat választják el a kráteres területektől. Ezek a képződmények hasonlítanak a Ganymedesen találhatóakhoz, bár annál jóval bonyolultabbak. Az Enceladus árkai ék alakú formációk.
Az Enceladuson a tektonikus területek több fajtája is fellelhető. Bizonyos törések a kráteres területeken vágnak át, de csak pár száz méter mélyen hatolnak a kőzetbe, valamint alakjukat befolyásolják a becsapódási kráterek, mivel itt megváltozott az anyag szerkezete. Fontosak az egyenes törések is, amelyek többféle területen vágnak át, ide tartoznak a hasadékok is, amelyek a hold legfiatalabb képződményei. Ezek a hasadékok (főleg a kráterek közelében) lágyabbnak tűnnek, mivel feltehetőleg régebben keletkeztek. A hegyek nem túl nagy kiterjedésűek, legfeljebb egy kilométer magasak. Összességében az Enceladus geológiáját tekintve a lemeztektonika egy fontos elem a hold felszínének alakulásában.

### Síkságai

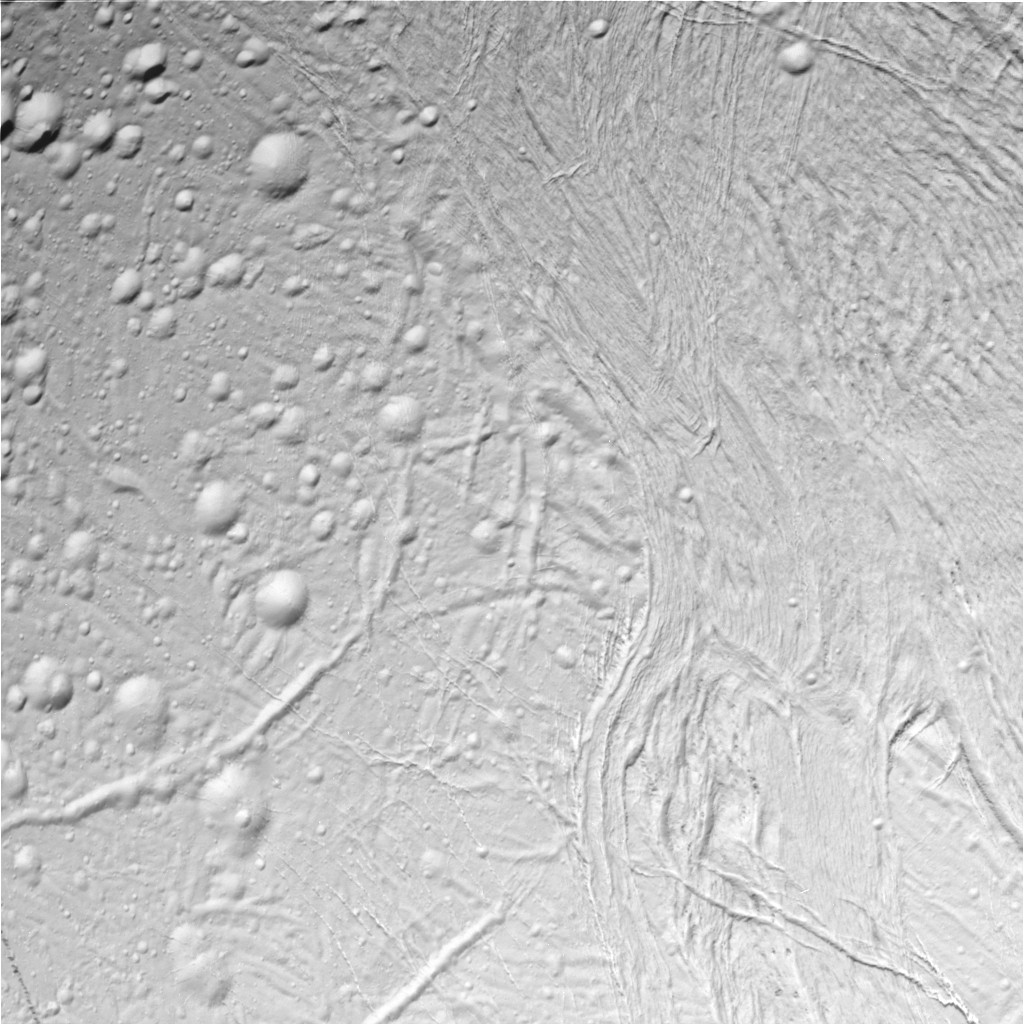
A Samarkand Sulci az Enceladus-on. A Sarandib Planitia északnyugati része jobbra látható

A Voyager-2 kétféle síkságot fedezett fel. Közös jellemzőjük ezeknek a területeknek az alacsony domborzat és a kevés kráter, amely a síkságok fiatal korát jelzi. Például a Sarandib Planitia nevezetű terület nem tartalmaz az adott felbontásnál látható krátereket, viszont a délnyugati részét keresztül-kasul különféle árkok és lejtők borítják. A Cassini–Huygens űrszonda nagyobb felbontású képeket készített, így már láthatóvá váltak a kisebb kráterek és a síkságokat borító alacsony hegyek, valamint a hasadékok. Jelenleg a nyíró hatásnak tulajdonítják ezek létrejöttét. A kis kráterek alapján 170 millió évnél régebben keletkeztek ezek a síkságok. Mivel a kor meghatározása a becsapódási sűrűség becslésén alapul, ezért a felszín tényleges keletkezése akár 3,7 milliárd évre is tehető.

### Déli-sarki régiója
A Cassini–Huygens űrszonda jól megkülönböztethető felszínt talált a hold déli pólusánál, amelyet a tektonikai mozgások alakítottak ki. Ez a terület a déli 60. szélességi fokig törésekkel és hegyvonulatokkal borított, kevés méretes kráter található itt, ami jelzi a terület fiatal korát. Tekintve a kráterek számát ez a legfiatalabb felszín az Enceladuson (ez igaz a közepes méretű jeges holdak tekintetében is), kora kb. 10 és 100 millió év közé tehető. A terület közepének közelében található négy törés, amelyet hegységek határolnak és ezeket nem hivatalosan „tigriscsíkok”-nak hívják. Ezek a képződmények nagyon fiatalok és durva szemcséjű jég borítja őket, amely kék színű, mivel még nem borította be az E gyűrűből származó finom szemcséjű vízjég. A VIMS (Visual and Infrared Spectrometer) eszközzel megállapították, hogy a csíkokat körülvevő zöld színű anyag kémiailag különbözik a bolygó többi részétől. Kikristályosodott jegeket is találtak, ami arra enged következtetni, hogy nagyon fiatal (kevesebb, mint 1000 év) ez a terület vagy a közelmúltban hőhatás érte.
Felfedeztek olyan egyszerű szerves anyagokat is, amelyeket eddig az űrszonda a hold más területein nem mutatott ki.
A „kék jeges” területek bizonyos részein jelentős tektonikai jelenségek nyomai fedezhetőek fel, valamint néhány részt 10-100 méteren keresztül szikladarabok borítanak.
A Déli-sark határát párhuzamos elhelyezkedésű Y és V alakú hegyek és völgyek jelölik. Ezek iránya, alakja és helye jelzi, hogy az Enceladus teljes alakjának változása miatt jöttek létre. Az alakváltozásra két teória is létezik. Az egyik feltételezés szerint az Enceladus pályája egy kicsit beljebb került, emiatt gyorsult a forgása, emiatt a forgástengely mentén ellapult. A másik szerint a hold belsejében lévő alacsony sűrűségű anyag emelkedése miatt a mai déli sark „elcsúszott” a déli szélesség középértékéről a jelenlegi helyére, így az új irányhoz alkalmazkodnia kellett az Enceladus alakjának is. A tengelyes lapulás egyik következményének kellene lennie, hogy mindkét pólus tektonikai változásokon megy keresztül, ennek ellenére az északi sark sűrűn van borítva kráterekkel és idősebb is, mint a déli pólus. Ennek az ellentmondásnak egy lehetséges magyarázata a hold kőzetburkának különböző vastagsága. Az Y alakú hasadások és az észak-déli irányú törések (amelyekbe belefutnak) kapcsolatban állnak a vékonyabb kőzetréteggel rendelkező fiatal területekkel, amíg a V alakú fordulópontok az idősebb és kráteres területek közelében helyezkednek el.
A Cassini-űrszonda 2010 és 2012 között 100 km-re az Enceladus felszíne felett haladt el, kétszer a déli félteke, egyszer pedig az északi félteke fölött. Az átrepülések során a hold gravitációja kis mértékben befolyásolta a szonda sebességét, ami 0,2-0,3 mm/s-mal módosult. Az eltéréseket a Földön a Deep Space Network rádióantennái a kapott jel frekvenciájának megváltozásával érzékelték, amit a Doppler-hatás okozott. Ennek segítségével meghatározható lett a hold tömegének gravitációs eloszlása. A déli-sark felszínének közelében az átlagos eloszláshoz képest „tömeghiányt” detektáltak, míg 30–40 km mélységben többletet. Erre a legegyszerűbb magyarázat a tömeg aszimmetrikus eloszlása, amit az okoz, hogy a 30–40 km vastag jégréteg alatt folyékony víz található. Nem kizárható az sem, hogy a jég alatti óceán nagyobb kiterjedésű, nem csak a Déli-sark közelségére korlátozódik.

### Kriovulkanizmus

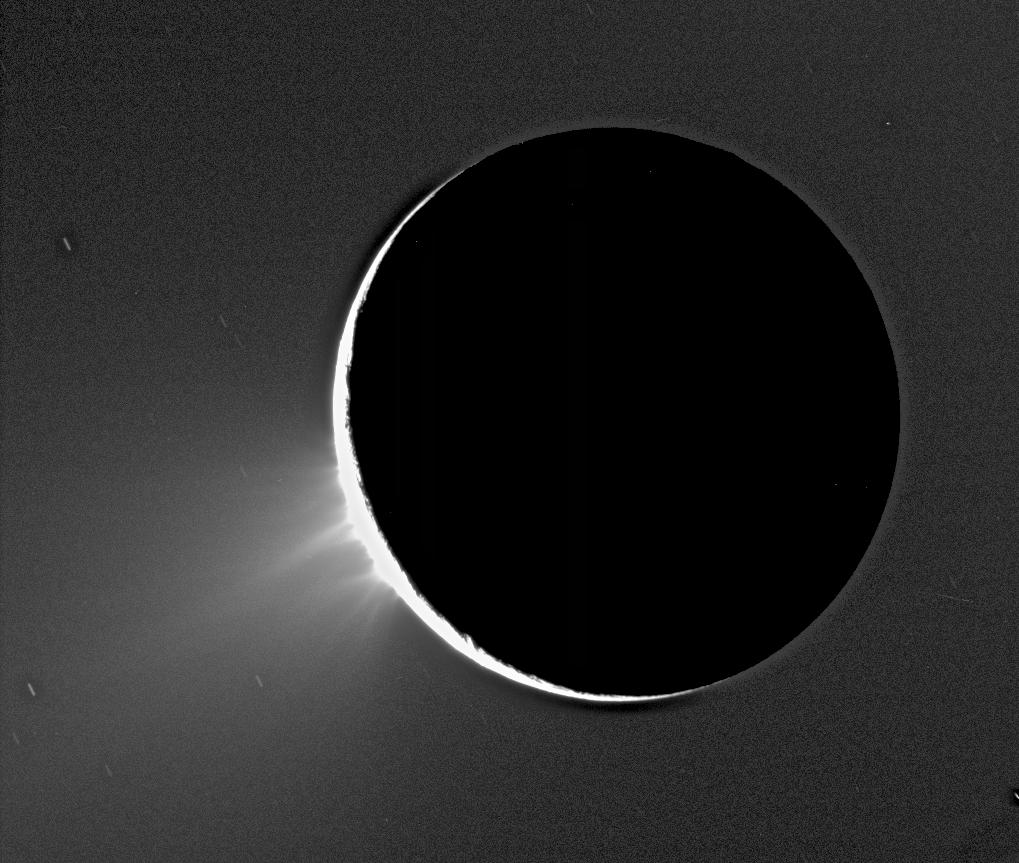
Gázfelhő az Enceladus szélénél, ami az E gyűrűt "táplálja". A kép a déli sark közelében található "Tigriscsíkoknál" készült

A Voyager-2 vizsgálatai után a tudósok a fiatal, tükröződő felszín és az E gyűrű közelsége miatt feltételezték, hogy a hold geológiailag aktív. Az Enceladus és az E gyűrű közötti kapcsolatot arra alapozták, hogy a bolygóról "elszökő" anyagok pótolják az E gyűrű alkotóelemeit.
A Cassini–Huygens űrszonda 2005-ben kriovulkanizmust mutatott ki a holdon, amely nem kőzet, hanem víz és más illékony anyagok kitörését jelenti. A magnetométer szerint az ionciklotron hullámok energiája is nőtt a bolygó közelében, amelyek az ionizált részecskék és a mágneses mező kölcsönhatás közben keletkeznek és frekvenciájuk alkalmas bizonyos anyagok összetételének megállapítására (jelen esetben ez az ionizált vízgőz). A szonda a magnetométerrel azt is megállapította, hogy az atmoszférában található gázok a déli sark felett koncentrálódnak és attól távolodva egyre ritkább a légkör. Az UVIS nevű műszer megerősítette ezt két okkultáció megfigyelése során. A magnetométerrel ellentétben az UVIS nem találta nyomát az atmoszférának, amikor bizonyítékot keresett ennek létezésére az egyenlítő felett, de vízgőzt fedezett fel a déli sark felett az egyik fedés során.
Később, 2009-ben a CDA pordetektor adatainak elemzése során nátriumvegyületeket, valószínűleg konyhasót sikerült kimutatni a gejzírek kidobott anyagában, ennek koncentrációja a földi óceánokéhoz hasonló.
A szonda további műszerekkel (INMS és a CDA) is megvizsgálta a gázfelhőt, amikor átrepült rajta. Az INMS megvizsgálta az összetételt és vízpára mellett talált még nitrogént, metánt és szén-dioxidot. A CDA nagy mennyiségű port talált az Enceladus környezetében, így bebizonyosodott, hogy a hold az E gyűrű elsődleges utánpótlása. Az is bizonyítást nyert, hogy a gázfelhő egy nagy kriovulkanikus, vízben gazdag jelenség, amely déli sark körüli „vulkánokból” származik. Az Enceladus ezzel a negyedik égitest, ahol vulkanikus aktivitás van a Föld, a Triton és az Io után.
Az adatok feldolgozása után világossá vált, hogy a gázfelhő a felszín alatti gázkamrákból tör elő, ahol túlnyomás uralkodik, hasonlóan a Földön található gejzírekhez. Mivel eredetileg ammóniát nem találtak az összetevők között, ami fagyállóként működne, ezért úgy gondolták, hogy a kamrák tartalma túlnyomásos, alulról fűtött -3 °C-os tiszta víz, amely felmelegítéséhez több energia kell, mintha ammónia-víz keverék lenne. Az energia valószínűleg radioaktív anyagokból vagy a Szaturnusz által kifejtett árapály-jelenségből származik. A másik lehetséges teória a gázfelhő keletkezésére a meleg felszíni jég szublimálása, a CIRS segítségével meleg területeket találtak a déli sark közelében. A hőmérséklet itt -188 °C -tól -116 °C-ig terjed, ami a bolygó belsejéből származó hőenergiának köszönhető. Ilyen hőmérsékleten a jég már elég meleg ahhoz, hogy szublimáljon és felhőt alkosson. A szemcsék sokasága inkább a „hideg gejzír” elméletének kedvez, ellentétben a „jég szublimálása” elméletével. A hold 2008. október 9-ei megközelítése alkalmával az INMS adataiból azonban sikerült ammóniát is kimutatni, ez fagyállóként működve, a víz fagyáspontját akár -93 °C-ig is csökkentheti.
Egy újabb feltételezés szerint ezek a gejzírek a klatrátok hidratációjából származnak, ahol nitrogén, szén-dioxid és metán szabadul fel a vákuum hatására. Ez igazolná az ammónia hiányát, valamint a folyamat nem igényel annyi energiát, mint a hideg gejzírek.
Még újabb elméletek szerint a gejzírek létét meggyőzően csak egy, a jégfelszín és a kőzetmag között, csak a déli pólus környékén lévő óceán magyarázhatja, a gejzírek keletkezéséhez másképpen ugyanis nincsen meg a szükséges hőenergia. Mivel a holdon jelen vannak (többek között a gejzírekből kimutathatóan) a szerves anyagok, a folyékony víz és a megfelelő energiaforrás, könnyen elképzelhető életnek, vagy prebiotikus rendszereknek a megléte, hasonlóan a Jupiter Europa holdjához. A legfontosabb különbség az Europával szemben, hogy míg azon az óceán eléréséhez több kilométeres fúrásra van szükség, az Enceladuson az óceán vize törhet fel gejzírek formájában, szerves anyagot, vagy élőlényeket szállítva, és ez egyszerűen, a hold körüli pályáról tanulmányozható.

### Belső struktúrája

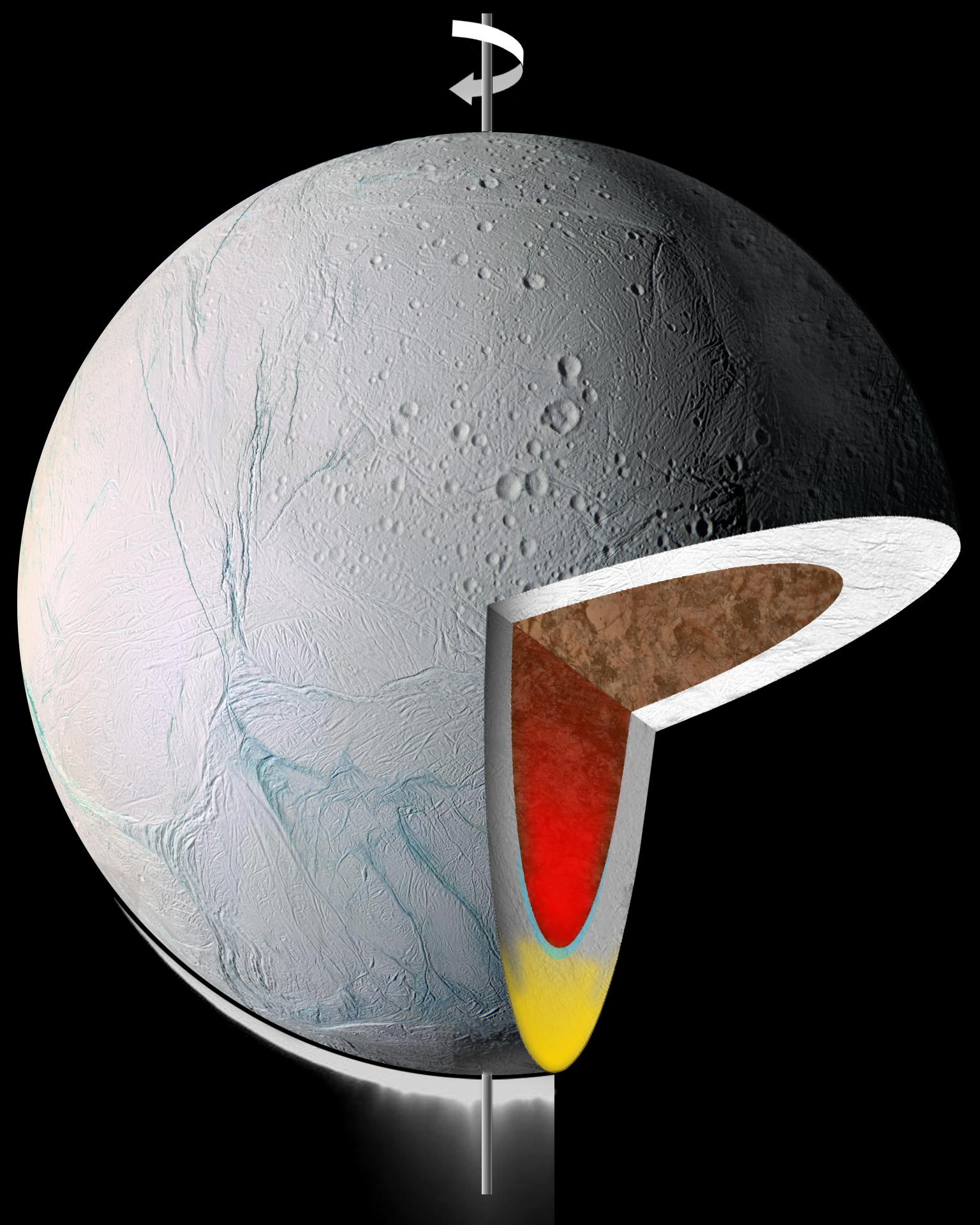
Az Enceladus belső felépítése. Barna: belső szilikát mag, fehér: vízjégben gazdag köpeny, sárga és piros: a köpenyben és a magban létrejött diapirt (a nyomás és a felhajtóerő különbsége miatt átlyukadt kőzet) jelöli a déli pólusnál

A Cassini–Huygens űrszonda előtt keveset tudtunk az Enceladus belső felépítéséről. Az űrszondára gyakorolt gravitációs hatás alapján számították ki a sűrűségét, ami nagyobb volt a vártnál, 1,61 g/cm³. Ez nagyobb érték, mint a Szaturnusz többi „jégholdja” esetén, így feltehetőleg nagy mértékben tartalmaz szilikátokat és vasat. A vízjég mellett még tartalmazhat radioaktív elemeket is, amely megmagyarázná a nagyobb hőkibocsátást.
Egyes elméletek szerint a jégholdak rögtön a Szaturnusz után alakultak ki a csillagközi anyagból, ezért ilyen gazdagok rövid életű radionuklidokban. Az alumínium-26 és a vas-60 is ilyen radionuklid, jellemző rájuk, hogy aránylag gyorsan termelnek energiát és nekik köszönhető a bolygó réteges szerkezete (jeges köpeny, sziklás mag) is. A magban 1000 K (727 °C) körüli a hőmérséklet, ami elég meleg ahhoz, hogy az alsó köpeny megolvadjon. A mag egy részének is olvadtnak kell lennie, hogy a Szaturnusz árapályerői által keletkezett feszültség alatt is rugalmas maradjon. Az árapályerő (amely a Dionéval kialakított rezonanciából vagy a librációból ered) a geológiai aktivitás hosszú távú fenntartásához szükséges.
A 2006-ban a hold látható méretének mérése alapján számították ki annak alakját, hidrosztatikai egyensúlyt feltételezve, mely kizárja a réteges szerkezetet. E feltevés azonban ellentmond a holdon tapasztalható geológiai és geokémiai bizonyítékoknak. A hold formája azonban nem zárja ki annak lehetőségét, hogy a holdon nem áll fenn az egyensúly, és így lehet, hogy a hold korábban gyorsabban forgott, lehetővé téve a réteges szerkezet kialakulását.

## Az ég az Enceladusról

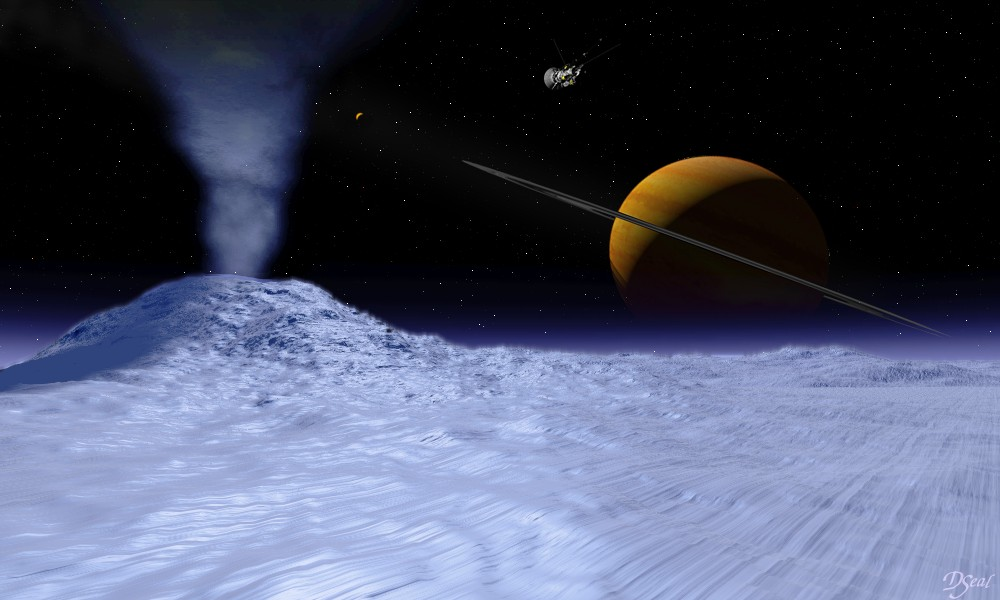
Elképzelt égbolt az Enceladuson

Az Enceladusról nézve a Szaturnusz látszó átmérője 28° (ez több mint 50-szerese a Hold látszó átmérőjének a Földről nézve). Mivel a hold mindig csak az egyik felét mutatja a Szaturnusz felé, a bolygó soha sem mozog az égbolton – bár jelentéktelen változások vannak a pálya excentricitása (kör alaktól való eltérése) miatt. A Szaturnusz gyűrűi egy vékony és élénk csíknak látszanak, de az árnyékuk jól kivehető a Szaturnusz korongján. A Szaturnusznak fázisai vannak, ami 16 óra alatt jut el az „új” fázisból a „tele” fázisba. A Nap kilencszer kisebbnek látszik, mint a Földről a Hold.

## Fordítás
- Ez a szócikk részben vagy egészben  az   Enceladus (moon) című angol Wikipédia-szócikk fordításán alapul.  Az eredeti cikk szerkesztőit annak laptörténete sorolja fel. Ez a jelzés csupán a megfogalmazás eredetét és a szerzői jogokat jelzi, nem szolgál a cikkben szereplő információk forrásmegjelöléseként.

## Lásd még
- A Szaturnusz holdjai